# Busruter i Aarhus (-2011)
Denne artikel omfatter en liste over de bybuslinjer i Aarhus Kommune, der var gældende til og med 7. august 2011.

## Bybusser
| Linje     | Fra               | Til                         | Via                                     | Entreprenører                |
| 1         | Tranbjerg         | Marienlund                  | Dalgas Avenue - Banegårdspladsen        | Busselskabet Aarhus Sporveje |
| 2 Nedlagt | Langenæs          | Aarhus Nord                 | Banegårdspladsen - Nørrebrogade         | Århus Sporveje               |
| 3         | Hasle             | Aarhus Nord/Trige           | Banegårdspladsen - Christiansbjerg      | Busselskabet Aarhus Sporveje |
| 4         | Frydenlund        | Skåde                       | Mølleparken - Banegårdspladsen          | Busselskabet Aarhus Sporveje |
| 5         | Stavtrup V/Søholm | Gl. Åby/Toveshøj            | Viby Torv - Banegårdspladsen            | Busselskabet Aarhus Sporveje |
| 6         | Åkrogen           | Moesgård Museum             | Banegårdspladsen - Højbjerg             | Busselskabet Aarhus Sporveje |
| 7         | Vejlby Nord       | Charlottehøj                | Østbanetorvet - Banegårdspladsen        | Busselskabet Aarhus Sporveje |
| 8         | Dalgas Avenue     | Marienlund                  | Ringgaden                               | Busselskabet Aarhus Sporveje |
| 9         | Grøfthøj          | Lystrup                     | Viby Torv - Banegårdspladsen            | Busselskabet Aarhus Sporveje |
| 10        | Åbyhøj Nord       | Mårslet                     | Banegårdspladsen - Højbjerg             | Busselskabet Aarhus Sporveje |
| 11        | Østerby           | Vejlby Vest                 | Harald Jensens Plads - Banegårdspladsen | Busselskabet Aarhus Sporveje |
| 12        | Højbjerg          | Egå Strandvej               | Viby - Hasle                            | Busselskabet Aarhus Sporveje |
| 14        | Skjoldhøj         | Skejby Sygehus              | Bispehaven - Banegårdspladsen           | Busselskabet Aarhus Sporveje |
| 15        | Kolt              | Brabrand Nord               | Harald Jensens Plads - Banegårdspladsen | Busselskabet Aarhus Sporveje |
| 16        | Egå Strandvej     | Brabrand Vest               | Marienlund - Banegårdspladsen           | Busselskabet Aarhus Sporveje |
| 17        | Brabrand Syd      | Skejby Sygehus              | Banegårdspladsen - Brendstrupvej        | Busselskabet Aarhus Sporveje |
| 18        | Holme             | Hans Broges Bakker/Toveshøj | Banegårdspladsen - Søren Frichs Vej     | Busselskabet Aarhus Sporveje |
| 19        | Rutebilstationen  | Moesgård Strand             | Banegårdspladsen - NRGi Arena           | Busselskabet Aarhus Sporveje |
| 24        | Frydenlund        | Holme                       | Busgaden-Banegårdspladsen               | Busselskabet Aarhus Sporveje |
| 25        | Tilst             | Søndervang                  | Banegårdspladsen - Harald Jensens Plads | Busselskabet Aarhus Sporveje |
| 26        | Hasselager        | Skejby Sygehus              | Viby - Banegårdspladsen                 | Busselskabet Aarhus Sporveje |
| 52        | Fastrup           | Lillering                   | Viby - Banegårdspladsen                 | Busselskabet Aarhus Sporveje |
| 53        | Langenæs          | Mejlby                      | Banegårdspladsen - Lystrup              | Busselskabet Aarhus Sporveje |
| 55        | Tilst             | Harlev                      | Banegårdspladsen - Viby                 | Busselskabet Aarhus Sporveje |
| 56        | Rutebilstationen  | Studstrup                   | Banegårdspladsen - Kystparken           | Busselskabet Aarhus Sporveje |
| 58        | Langenæs          | Mejlby                      | Banegårdspladsen - Hjortshøj            | Busselskabet Aarhus Sporveje |
| 74        | Langkær Gymnasium | Helenelyst                  | Brabrand                                | Busselskabet Aarhus Sporveje |
| 90        | Marienlund        | Marienlund                  | B - A Linje                             | Busselskabet Aarhus Sporveje |
| 91        | Park Allé         | Containerterminal Øst       | Rutebilstationen                        | Busselskabet Aarhus Sporveje |
| 92        | Viby              | Egå Gymnasium               | Hasle - Vejlby - Lystrup                | Busselskabet Aarhus Sporveje |

## Natbusser
| Linje | Fra              | Til           | Via                           | Operatøre                    |
| 80    | Banegårdspladsen | Mårslet       | Højbjerg - Skåde              | Busselskabet Aarhus Sporveje |
| 81    | Banegårdspladsen | Fastrup       | Tranbjerg - Solbjerg          | Busselskabet Aarhus Sporveje |
| 82    | Park Allé        | Kolt          | Viby - Hasselager             | Busselskabet Aarhus Sporveje |
| 83    | Park Allé        | Harlev        | Viby - Ormslev                | Busselskabet Aarhus Sporveje |
| 84    | Park Allé        | Holmstrup     | Vesterbrogade - Åbyhøj        | Busselskabet Aarhus Sporveje |
| 85    | Park Allé        | Sabro         | Hasle - Tilst                 | Busselskabet Aarhus Sporveje |
| 86    | Park Allé        | Trige         | Skejby - Lisbjerg             | Busselskabet Aarhus Sporveje |
| 87    | Park Allé        | Egå Gymnasium | Stjernepladsen - Nordlandsvej | Busselskabet Aarhus Sporveje |
| 88    | Park Allé        | Lystrup/Elev  | Marienlund - Hjortshøj        | Busselskabet Aarhus Sporveje |
| 89    | Banegårdspladsen | Studstrup     | Marienlund - Skæring          | Busselskabet Aarhus Sporveje |

## Hestesporvej
Den kollektive trafik i Aarhus tog for alvor sin begyndelse, da det private selskab Aarhuus Sporvejsselskab 31. maj 1884 oprettede en hestesporvejslinje mellem Banegården og Store Torv. Det var en forholdsvis kort linje, der kun betjentes af en vogn, der dog suppleredes af sporomnibusser, der fortsatte til henholdsvis hjørnet af Banegårdsgade, Frederiks Allé og Østbanegården.
Linjen var ikke nogen god forretning, men det var dog en strid med kommunen om vedligeholdelse af gadearealet omkring sporene, der førte til selskabets og dermed linjens ophør 22. maj 1895.
Herefter var aarhusianerne i en årrække, 1896-1903, henvist til hesteomnibusser.

## Enkelte buslinjer
| Linje 1 | 1 |

Linje 1 blev oprettet i 1904 som elektrisk sporvejslinje af det private selskab Aarhus Elektriske Sporvej. Linjen var oprindelig nummerløs. Først i 1930 ved den samtidige oprettelse af linje 2 fik den sit nummer. Inden da blev linjen i 1927 overtaget af, det dengang kommunaltejede Aarhus Sporveje, og i 1930 blev linjen udvidet mod nord, med endestation i Marienlund.
Under 2. verdenskrig havde de to sporvejslinjer stor betydning, da busdriften blev væsentligt reduceret på grund af brændstofsmangel. Det var derfor et hårdt slag for byens kollektive trafik, da sporvejenes remise blev udsat for schalburtage natten mellem 21. og 22. august 1944. Med undtagelse af to bivogne blev hele sporvognsparken tillige med en del af selskabets busser flammernes bytte. Der blev efterfølgende etableret erstatningsdrift med busser (der var garageret andetsteds i byen). Først et år efter branden var det i august 1945 muligt at genoptage sporvejsdriften med genopbyggede sporvogne.
I 1970 besluttede byrådet at nedlægge sporvejsdriften, og 6. november 1971 kørte den sidste sporvogn.
Frem til august 2011 kørte der busser på linje 1, og ruten blev udvidet fra Dalgas Avenue til Tranbjerg .
| Linje 2 | 2 |

Linje 2 blev oprettet i 1930 som en udvidelse af sporvejsdriften i Aarhus. Linje 2 kørte som sporvogn fra Kongsvang til Banegårdspladsen, hvor den mødtes med linje 1, hvorefter de fra 1945 fulgtes videre gennem midtbyen til Marienlund. I 1971 blev sporvejsdriften i Aarhus så nedlagt, og linje 2 blev omdannet til buskørsel. Senere blev linjen ændret til i stedet at køre fra Langenæs til Aarhus Nord. 
Den 25. marts 2007 blev linje 2 så nedlagt i en del af besparelserne af bustrafikken. Det medførte, at linje 3 blev udvidet fra Nydamsvej, til Aarhus Nord, og linje 53 og 58 blev udvidet til henholdsvis Ankersgade og Langenæs.
| Linje 8 | 8 |

Linje 8 var en tværlinje og kørte derfor ikke ind gennem centrum, men fulgte Ring 1 rundt om byen. Den gik fra Dalgas Avenue i syd, til Marienlund i nord. Denne buslinje blev meget benyttet, specielt i myldretiden og af mange studerende, da den passerede Aarhus Universitet og andre uddannelsessteder.
| Linje 12 | 12 |

Linje 12 var en tværlinje og kørte derfor ikke ind gennem centrum, men fulgte Ring 2 rundt om byen. Den gik fra Højbjerg i syd, til Egå Strandvej i nord, og kørte derfor udelukkende i zone 2. På grund af de mange pendlere rundt om byen, benyttedes der ofte ledbusser på denne linje. 3. december 2007 blev regionalbus linje 101 oprettet som endnu en ringvejslinje til de mange pendlere. 101 går fra Skanderborg via Viby til området ved Skejby Sygehus og Vejlby med endestation i Hornslet – i en bue uden om Midtbyen, Åbyhøj, Aarhus V og Risskov. 
| Linje 15 | 15 |

Linje 15 kørte fra Kolt gennem centrum til Brabrand Nord. Linje 15 var en meget benyttet hovedlinje, hvis linjeføring fra Kolt mod centrum var ind ad Skanderborgvej og ud ad Viborgvej mod Hasle og Brabrand Nord.
Linjen gik gennem mange socialt belastede kvarterer, specielt på dens vej igennem Aarhus V, hvor den passerede Frydenlund, Hasle Torv, Bispehaven, og i Brabrand hvor den ud af Edwin Rahrs Vej passerede Toveshøj og Gellerupparken, som havde haft indflydelse på linjens titel som den farligste buslinje i Aarhus. Den var den mest udsatte for stenkast, chikane mod chauffører og passagerer, samt anden lignende hærværk. 
Linje 15 var en af de linjer, der i en periode havde vagter på for passagererne og personalets sikkerhed.
| Linje 17 | 17 |

Linje 17 blev oprettet i 1975, da flere rutebilsruter i Brabrand-området overgik til Århus Sporveje. Ruten gik fra Brabrand Syd til Aarhus Rutebilstation. Efter den nye vinterkøreplan i 1984, blev linje 17 så udvidet fra rutebilstationen til Brendstrupvej/Hasle Ringvej.
Linje 17 blev så igen senere efter åbningen, udvidet til Skejby Sygehus.
| Linje 24 | 24 |

Linje 24 blev sat i drift mandag d. 28 marts 2005 af Århus Sporveje til at servicere 4'erens Holme-gren fra Frydenlund. Linjens rute gik fra Frydenlund via Grønnegade, Busgaden og til Banegårdspladsen og derfra via M.P. Bruuns Gade mod Holme. Linje 24 blev drevet af Busselskabet Aarhus Sporveje, som vandt ruten i Midttrafiks første udbud af bybusruterne i Aarhus .

## Fodnoter
1. ↑  Vognstyrer.dk – Aarhuus Sporvejsselskab – Selskabet
2. ↑  ""Historien om den skinnebårne trafik i Aarhus og omegn"". Arkiveret fra originalen 14. februar 2021. Hentet 12. marts 2009.
3. ↑  Linje 2
4. ↑  "Spytklatter og voldstrusler på linje 15 Arkiveret 17. april 2008 hos  Wayback Machine, jp.dk, 4. januar 2008
5. ↑  "Flere buschauffører chikaneres" Arkiveret 6. marts 2009 hos  Wayback Machine, jp.dk, 5. marts 2009
6. ↑  http://www.petersbusside.dk/billede.php?id=2123 Linje 17 1975
7. ↑  http://www.petersbusside.dk/billede.php?id=957 Linje 17 1984
8. ↑  http://www.petersbusside.dk/billede.php?id=50 Linje 24